# Bergnattskärra
Bergnattskärra (Caprimulgus poliocephalus) är en huvudsakligen afrikansk fågel i familjen nattskärror.

## Utseende och läte
Bergnattskärran är en rätt mörk nattskärra med en kroppslängd på 23 centimeter. Fjäderdräkten är fläckad i svart, chokladbrunt och gulbrunt. Hanen har vita fläckar på de fyra största handpennorna och de yttre stjärtpennorna är också vita. Honan är mer beige på handpennorna och har mindre vitt på stjärten. Lätet är ett nasalt ank-ank-ank följt av en ljus vissling, piiiyu-pirrr, den första stavelsen sjunkande och sen stigande, den andra darrande och sjunkande.

## Utbredning och systematik
Bergnattskärra delas in i fyra arter med följande utbredning:
- Caprimulgus poliocephalus poliocephalus – Etiopien till norra Tanzania, även sydvästra Saudiarabien och möjligen även i västra Jemen varifrån ett fynd gjorts[6]
- Caprimulgus poliocephalus ruwenzorii – sydvästra Uganda och östra Demokratiska republiken Kongo
- Caprimulgus poliocephalus guttifer – Tanzania, Malawi och Zambia
- Caprimulgus poliocephalus koesteri – centrala Angola

Underarten koesteri inkluderas ofta i nominatformen. Underarterna ruwenzorii och guttifer urskildes tidigare som den egna arten "ruwenzorinattskärra" (C. ruwenzorii).

## Levnadssätt
Arten förekommer mellan 1000 och 3350 meter över havet, huvudsakligen i skog, men även i trädplantage, skogsnära jordbruksområden och i beskogade urbana områden. Som andra nattskärror är den nattlevande och lever av nattfjärila och andra stora insekter.

## Status och hot
Arten har ett stort utbredningsområde, men tros minska i antal, dock inte tillräckligt kraftigt för att den ska betraktas som hotad. Internationella naturvårdsunionen IUCN listar arten som nära hotad (LC). Världspopulationen har inte uppskattats men den beskrivs som lokalt vanlig i hela utbredningsområdet.